# Episema ruscinonensis
Episema ruscinonensis là một loài bướm đêm trong họ Noctuidae.